# Отдача ствола

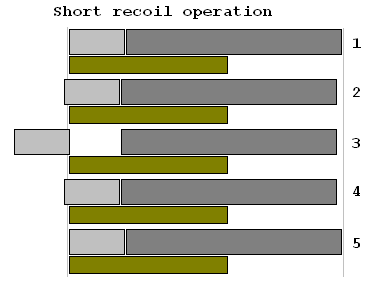
Схема работы автоматики с коротким ходом ствола

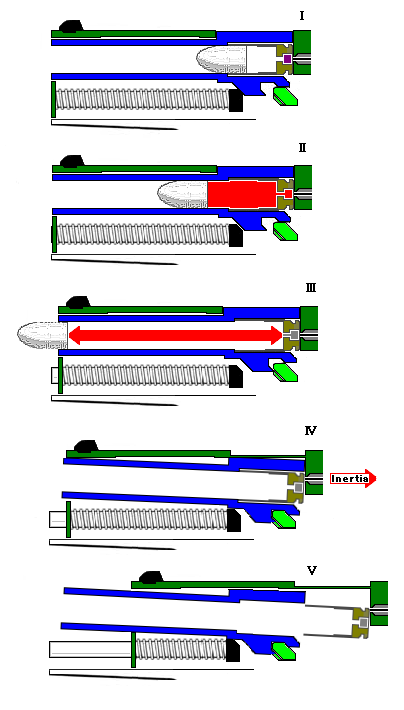
Система Браунинга

Отдача ствола — действие автоматики оружия, основанное на использовании отдачи подвижного ствола, с которым на время выстрела прочно сцеплен затвор. В этом случае при выстреле назад отбрасывается не один затвор, а ствол вместе с затвором. Тем самым обеспечивается полное прижатие гильзы к стенкам патронника в течение всего времени действия давления в гильзе. Извлечение гильзы начинается после выхода снаряда из ствола, когда давление в стволе снижается почти до атмосферного. Поэтому конструктивно при прочих равных допустимы большие давления и соответственно большая начальная скорость пули относительно оружия со свободным затвором.

## Варианты
Различают два варианта:
- Длинный ход ствола — ход ствола равен ходу затвора. Перед выстрелом затвор и ствол жёстко сцеплены и после выстрела вместе откатываются назад до крайнего заднего положения. В крайней точке отката затвор задерживается, а ствол возвращается в исходное, при этом извлекая гильзу. Только после возврата ствола затвор возвращается в переднее положение. Схема отличается большой массой подвижных частей и конструктивной сложностью, не позволяет развивать большой темп стрельбы, поэтому используется редко (известны ручной пулемёт Шоша, пистолеты Фроммера, автоматическая пушка 2А72 и др.). ГОСТ 28653—90 определяет длинный ход ствола как откат ствола стрелкового оружия на расстояние, большее длины патрона.
- Короткий ход ствола — ход ствола меньше хода затвора. Перед выстрелом затвор и ствол жёстко сцеплены, и в момент выстрела под действием отдачи начинают откат как одно целое. Пройдя относительно небольшое расстояние, затвор и ствол разъединяются, затвор продолжает откат, а ствол либо остается на месте, либо возвращается в исходное положение с помощью собственной возвратной пружины. За время от начала отката до расцепления пуля успевает выйти за пределы ствола. Оружие на этом принципе может иметь достаточно простое устройство и быть компактным и легким, поэтому схема с коротким ходом ствола получила широкое распространение в пистолетах. ГОСТ 28653—90 определяет короткий ход ствола, как откат ствола стрелкового оружия на расстояние, меньшее длины патрона. Системы с коротким ходом делятся на 2 группы с довольно принципиальным различием между ними - с ускорителем затвора и без него. Первый обычно применяется в системах с тяжелым стволом высокой баллистики (пулеметы), при этом импульс и энергия отката перераспределяются между 3 массами - телом оружия, стволом и затвором - таким образом, чтобы увеличить скорость и кинетическую энергию затвора для повышения скорострельности и/или более надежного перезаряжания. Второй широко используется в оружии низкой баллистики (пистолеты), т.к. здесь затвор (кожух-затвор) имеет массу больше, чем у ствола, и запасает достаточно энергии непосредственно при выстреле.

## Дульный ускоритель
Давление пороховых газов между дульным срезом и колпачком действует на дульный срез ствола, толкая его обратно и помогая ему быстрее откатываться назад. Применяется обычно в системах с тяжелым стволом и ускорителем затвора, представляя собой своеобразный вариант газового двигателя, воздействующего на затвор через ствол и ускоритель.

Принцип работы дульного ускорителя